# Anathallis imberbis
Anathallis imberbis é uma espécie de orquídea (Orchidaceae) originária do Brasil.